# Zonosaurus subunicolor
Zonosaurus subunicolor (Boettger, 1881) è un sauro scincomorfo della famiglia Gerrhosauridae, endemico del Madagascar.

## Descrizione
È un sauro di media taglia, che può raggiungere lunghezze di circa 25 cm.

## Biologia
È una specie ovipara.

## Distribuzione e habitat
La specie è presente, con popolazioni frammentate, nel Madagascar settentrionale e nord-occidentale.
Il suo habitat tipico è la foresta pluviale di bassa quota, dal livello del mare sino a 600 m di altitudine.

## Conservazione
Per la frammentazione del suo areale la IUCN Red List classifica Zonosaurus subunicolor come specie in pericolo di estinzione (Endangered).
Paret del suo areale ricade all'interno di aree naturali protette tra cui 
Il parco nazionale di Marojejy, la riserva naturale integrale di Lokobe e la riserva speciale di Manongarivo.